# Rilly-sur-Aisne
Rilly-sur-Aisne é uma comuna francesa na região administrativa de Grande Leste, no departamento das Ardenas. Estende-se por uma área de 3,44 km². Em 2010 a comuna tinha 139 habitantes (densidade: 40,4 hab./km²).